# Christian Drakenberg
Christian Drakenberg (* 18. August 1975 in Stockholm) ist ein ehemaliger schwedischer Squashspieler.

## Karriere
Christian Drakenberg begann seine professionelle Karriere im Jahr 1998 auf der PSA World Tour. Seine höchste Platzierung in der Weltrangliste erreichte er mit Rang 70 im Oktober 2003.
Mit der schwedischen Nationalmannschaft nahm er 1999, 2001, 2003, 2007 und 2011 an Weltmeisterschaften teil. Außerdem gehörte er von 1999 bis 2015 jedes Jahr bei den Europameisterschaften zum schwedischen Aufgebot. Für Schweden trat er 2005 bei den World Games an. In der ersten Runde scheiterte er an Joseph Kneipp in vier Sätzen.
Im Einzel nahm er 2006 und 2007 an der Europameisterschaft teil. 2006 erreichte er das Achtelfinale, im Jahr darauf schied er in der ersten Runde aus. Er wurde zwischen 2004 und 2020 siebenmal schwedischer Meister.

## Erfolge
- Schwedischer Meister: 7 Titel (2004, 2006, 2009, 2010, 2012, 2018, 2020)